# Ribera del Duero
Pour le vin, voir Ribera del Duero (DO).

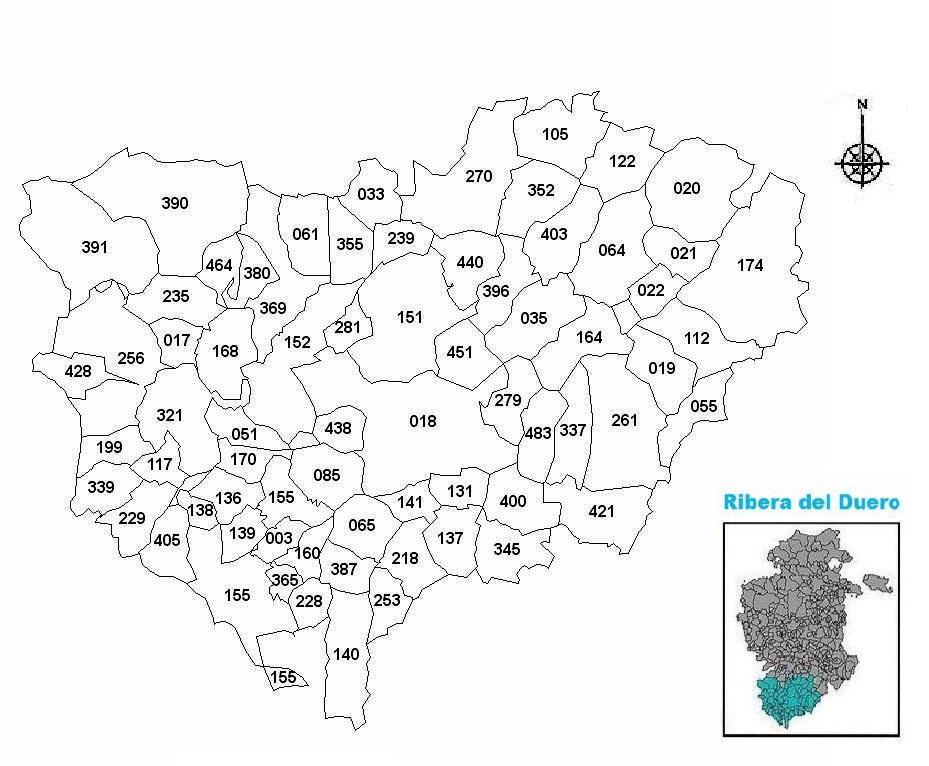
Ribera del Duero (Burgos)

La Ribera del Duero est une comarque du sud de la province de Burgos dont une subcomarque est la Vallée de l'Esgueva

## Économie
La Ribera del Duero est une comarque essentiellement agricole, en soulignant dans la culture des céréales, la betterave et la vigne. Le bétail le plus connu de la zone sont les troupeaux de brebis, les agneaux lechales rôtis y sont célèbres. La seule ville avec un important secteur industriel est Aranda de Duero.

## AOC Ribera del Duero
Cette comarque produit des vins de grande qualité sous l'AOC Ribera del Duero, qui est aussi étendu à des communes des provinces de Soria, de Ségovie et de Valladolid. Le Conseil Régulateur se trouve à Roa.

## Communes
| - Adrada de Haza - Anguix - Aranda de Duero - Arandilla - Arauzo de Miel - Arauzo de Salce - Arauzo de Torre - Bahabón de Esgueva - Baños de Valdearados - Berlangas de Roa - Brazacorta - Cabañes de Esgueva - Caleruega - Campillo de Aranda - Castrillo de la Vega - Ciruelos de Cervera - Coruña del Conde | - Cueva de Roa, La - Fresnillo de las Dueñas - Fuentecén - Fuentelcésped - Fuentelisendo - Fuentemolinos - Fuentenebro - Fuentespina - Gumiel de Izán - Gumiel de Mercado - Haza - Hontangas - Hontoria de Valdearados - Horra, La - Hoyales de Roa - Huerta de Rey - Mambrilla de Castrejón | - Milagros - Moradillo de Roa - Nava de Roa - Olmedillo de Roa - Oquillas - Pardilla - Pedrosa de Duero - Peñaranda de Duero - Pinilla Trasmonte - Quemada - Quintana del Pidio - Roa - San Juan del Monte - San Martín de Rubiales - Santa Cruz de la Salceda - Santa María del Mercadillo - Santibáñez de Esgueva | - Sequera de Haza, La - Sotillo de la Ribera - Terradillos de Esgueva - Torregalindo - Torresandino - Tórtoles de Esgueva - Tubilla del Lago - Vadocondes - Valdeande - Valdezate - Vid y Barrios, La - Villaescusa de Roa - Villalba de Duero - Villalbilla de Gumiel - Villanueva de Gumiel - Villatuelda - Zazuar |

### Source
- (es) Cet article est partiellement ou en totalité issu de l’article de Wikipédia en espagnol intitulé « Ribera del Duero » (voir la liste des auteurs).